# Islamska Partia Jedności Afganistanu
Islamska Partia Jedności Afganistanu (dari: حزب وحدت اسلامی افغانستان), inaczej Partia Jedności (dari: حزب وحدت) – afgańska partia polityczna reprezentująca ludność hazarską. Została założona w 1989 roku w Bamianie przez Abdula Alego Mazariego.  Aktualnym przewodniczącym partii jest były wiceprezydent Afganistanu Mohammad Karim Chalili.
Ugrupowanie powstało poprzez połączenie kilku szyickich grup. Celem Islamskiej Partii Jedności Afganistanu było zbudowanie systemu politycznego Afganistanu opartego na umiarkowanym islamskim fundamentalizmie; system ten miał być zbliżony do systemu politycznego Iranu. Partia zakładała również utworzenie rządu koalicyjnego, w którym zajmowałaby co najmniej 88 mandatów (25% miejsc) w Zgromadzeniu Narodowym.
Z powodu konfliktów wewnętrznych w partii, miała miejsce jej fragmentacja, w wyniku której powstały następujące ugrupowania: Ludowa Islamska Partia Jedności Afganistanu, Narodowa Islamska Partia Jedności Afganistanu oraz frakcja Islamskiej Partii Jedności Afganistanu kierowana przez Gurbana Alego Irfaniego.

## Historia
Pierwszy kongres Islamskiej Partii Jedności Afganistanu odbył się we wrześniu 1991 roku. W 1993 roku powstało zbrojne ramię partii, kierowane do jesieni 1998 roku przez Mohammada Muhakkika; jej działacze mieli do 1995 silne wpływy w prowincji Kabul i do 1998 w Hazaradżacie. Członkowie zbrojnej organizacji walczyli przeciwko talibom podczas toczącej się w latach 1996-2001 wojny domowej, następnie współpracowali z US Army podczas przeprowadzania operacji Enduring Freedom.
W wyborach prezydenckich w 2002 roku partia poparła kandydaturę Hamida Karzaja.

## Struktura organizacyjna[8]
- Najwyższa Rada Nadzorcza – najważniejszy organ administracyjny partii, którego przewodniczącym był ajatollah Sadiki Parwani. W skład rady wchodziło 12 członków, którzy byli uczonymi religijnymi, intelektualistami oraz technokratami. Obowiązkiem rady było nadzorowanie prowadzonej przez partię polityki.

- Komitet Centralny – 80-osobowy organ administracyjny odpowiedzialny za podejmowanie i wdrażanie decyzji zatwierdzanych przez Najwyższą Radę Nadzorczą; siedziba komitetu znajdowała się w Bamianie. Przewodniczący tego organu miał tytuł sekretarza generalnego, był nim Mohammad Karim Chalili. Sam Komitet Centralny jest podzielony na 11 komitetów, które podlegają sekretarzowi generalnemu; ich celem było ułatwianie Komitetowi Centralnemu realizacji zadań partii.

## Kontrowersje i krytyka
Według raportu ONZ z 1999 roku, sporządzonego przez specjalnego sprawozdawcę ds. Afganistanu, działacze partii w latach 1996 i 1997 stosowali represje wobec ludności tadżyckiej zamieszkującą prowincję Bamian; w konsekwencji wielu Tadżyków opuściło tę prowincję.
6 października 2001 roku organizacja Human Rights Watch zarzuciła działaczom partii łamanie praw człowieka na przełomie lat 1999 i 2000; dopuszczali się oni dokonywania egzekucji, kradzieży oraz palenia domów należących do Pasztunów, ponieważ byli oni podejrzewani o wspieranie talibów. Ataki na ludność pasztuńską miały miejsce również na przełomie lat 2001 i 2002; członkowie oddziałów działaczy Islamskiej Partii Jedności Afganistanu dopuszczali się gwałtów na kobietach oraz byli współodpowiedzialni za zabicie 37 cywili w miejscowości Bargah (prowincja Balch).
Sama partia była oskarżana o działalność szpiegowską na rzecz Iranu.

## Mandaty doIzby Ludowej
| Wybory | Mandaty | +/− |
| ------ | ------- | --- |
| 2005   | 3/249   | –   |
| 2010   | 7/249   | 4   |
| 2018   | 7/249   | –   |